# Nonalling Lake
Der Nonalling Lake ist ein See im Südwesten des australischen Bundesstaates Western Australia in der Wheatbelt-Region. 
Der See ist am Südwestufer mit dem Avon River verbunden. Zuflüsse hat der See nicht.